# جائزة إيطاليا الكبرى 1955
جائزة إيطاليا الكبرى 1955 هو سباق فورمولا 1 أقيم بتاريخ 11 سبتمبر 1955 في حلبة مونزا، إيطاليا. كان السابع من أصل 7 في بطولة العالم لسباقات الفورمولا واحد موسم 1955. حلّ الأرجنتيني خوان مانويل فانجيو أولا بينما جاء الإيطالي بييرو تاروفي في المركز الثاني.